# Heteronychus digitiformis
Heteronychus digitiformis är en skalbaggsart som beskrevs av Zhang 1983. Heteronychus digitiformis ingår i släktet Heteronychus och familjen Dynastidae. Inga underarter finns listade i Catalogue of Life.